# Waranasi
Waranasi (hindi वाराणसी, Vārāṇasī; ang. Varanasi; hist. Benares, Kaśi) – miasto w północnych Indiach, w stanie Uttar Pradesh, na Nizinie Hindustańskiej, nad Gangesem. W 2011 roku liczyło ok. 1,2 mln mieszkańców.
Miasto stanowi ważny ośrodek kultu wyznawców hinduizmu i buddyzmu. Miejsce znane z rytualnych kąpieli w świętej rzece Ganges i palenia zwłok zmarłych na ghatach. Na obrzeżach Waranasi (ok. 13 kilometrów na wschód) mieści się Park Jeleni – miejsce pierwszego kazania Buddy skierowanego do pięciu ascetów.
Według legendy Waranasi zostało założone przez Śiwę. Dokładnie nie wiadomo, kiedy powstała pierwsza osada w tym miejscu. Przyjmuje się, że było to około 3000 lat temu.
Z pewnością znana była już w V wieku p.n.e. jako Kaśi, co wywodziło się ze słowa „jasny”. Dzisiejsza nazwa pochodzi ze starożytnej nazwy miasta leżącego pomiędzy rzekami Waruna i Assi. Miasto jest co roku odwiedzane przez miliony wiernych, gromadzących się na brzegu rzeki w celu rytualnych ablucji, mających na celu oczyszczenie się z grzechów. Pomimo swej liczącej ponad trzy tysiące lat historii (jedna z najstarszych osad zamieszkanych do naszych czasów), większość zabytków ma nie więcej niż dwieście lat. Jest to efektem licznych najazdów muzułmańskich, jakie nękały Indie od XVI wieku. Zachowały się nieliczne stare świątynie (m.in. Złota Świątynia najświętsza w mieście, niedostępna dla wyznawców innych religii), jak i niektóre ghaty (nadbrzeżne schody).
W mieście rozwinął się przemysł włókienniczy, chemiczny oraz spożywczy.

## Ghaty
Główną atrakcją Waranasi, dla zachodnich turystów niebędących hinduistami, są ghaty (schody do rzeki) ciągnące się wzdłuż brzegów Gangesu.
Pielgrzymi przybywający do Waranasi już od rana skupiają się na poszczególnych ghatach, by odbywać oczyszczające kąpiele (pudźa) i medytować w najbardziej niewiarygodnych pozycjach. Bramini oferują błogosławieństwo, żebracy proszą o jałmużnę, dając innym możliwość poprawienia swojej karmy, wreszcie na ghaty przybywają kondukty pogrzebowe, by dokonać kremacji zmarłych, którzy z tego najlepszego w Indiach miejsca udają się w swoją ostatnią podróż.
Najważniejszych jest pięć ghatów, gdzie pielgrzymi mają obowiązek dokonać kąpieli w określonej kolejności tego samego dnia. Są to:
- Asi
- Dasaswemedh
- Barnasangam
- Panćaganga
- Manikarnika

Wiele ghatów należało do maharadżow lub innych władców, np. Śiwala Ghat jest własnością Maharadży Waranasi.
Dandi Ghat są miejscem ascetów, a zaraz obok znajdują się bardzo znane, oblegane zarówno przez Hindusów, jak i turystów Hanuman Ghat. Harishćandra (Smaśan Ghat) są miejscem, gdzie pali się zwłoki. Zajmują się tym wyłącznie nietykalni – chadal. W tym miejscu zdecydowanie nie należy nawet wyciągać aparatu, a tym bardziej robić zdjęć. Man Mandir Ghat zostały zbudowane w 1600 r., ale obecnie są w złym stanie, tylko w północnym kącie znajduje się piękny kamienny balkon. Mir Ghat prowadzą do nepalskiej świątyni, ozdobionej erotycznymi rzeźbami.

## Świątynia Śiwy Wiśweśwary
Nieco dalej w kierunku Jalsain Ghat, tyłem do rzeki, stoi Złota Świątynia (Golden Temple). Jest ona poświęcona Wiśweśwara–Śiwie, przedstawianemu jako władca całego wszechświata (Wiśwanatha). Obecna świątynia została zbudowana w 1776 przez Ahalya Bai, na miejscu, w którym wcześniej istniała świątynia, zburzona przez muzułmanów w 1600. Pokrycie jej złotych wież, które waży ponad 800 kg, było darem Randźita Singha, Maharadży Lahaur. Jest jednym z 12 świętych miejsc w Indiach związanych z dźjotirlinga. Turyści na teren nie mają wstępu.

## Galeria

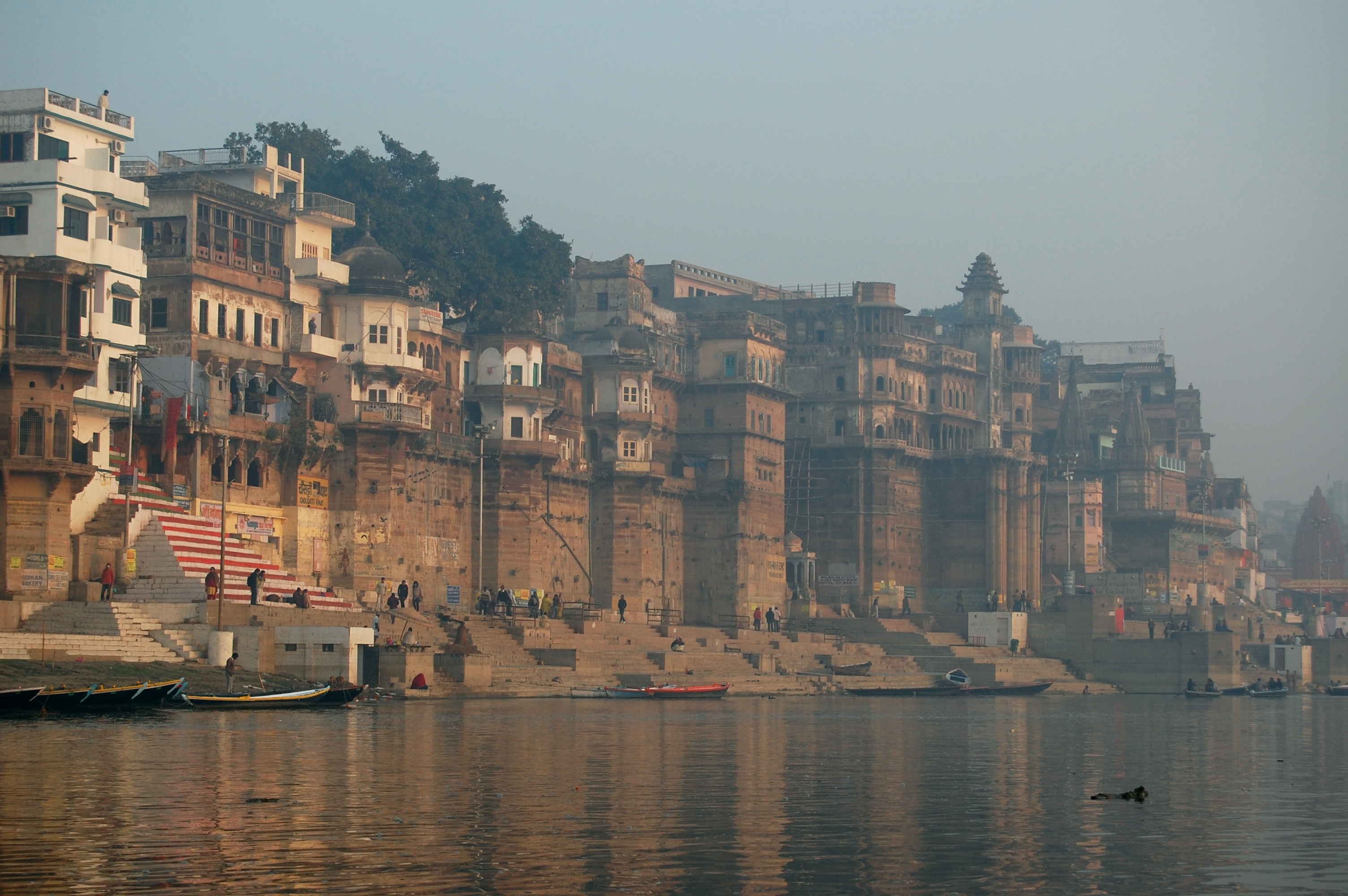
Ghaty nad brzegiem Gangesu, na których m.in. dokonuje się kąpieli i pali zwłoki zmarłych
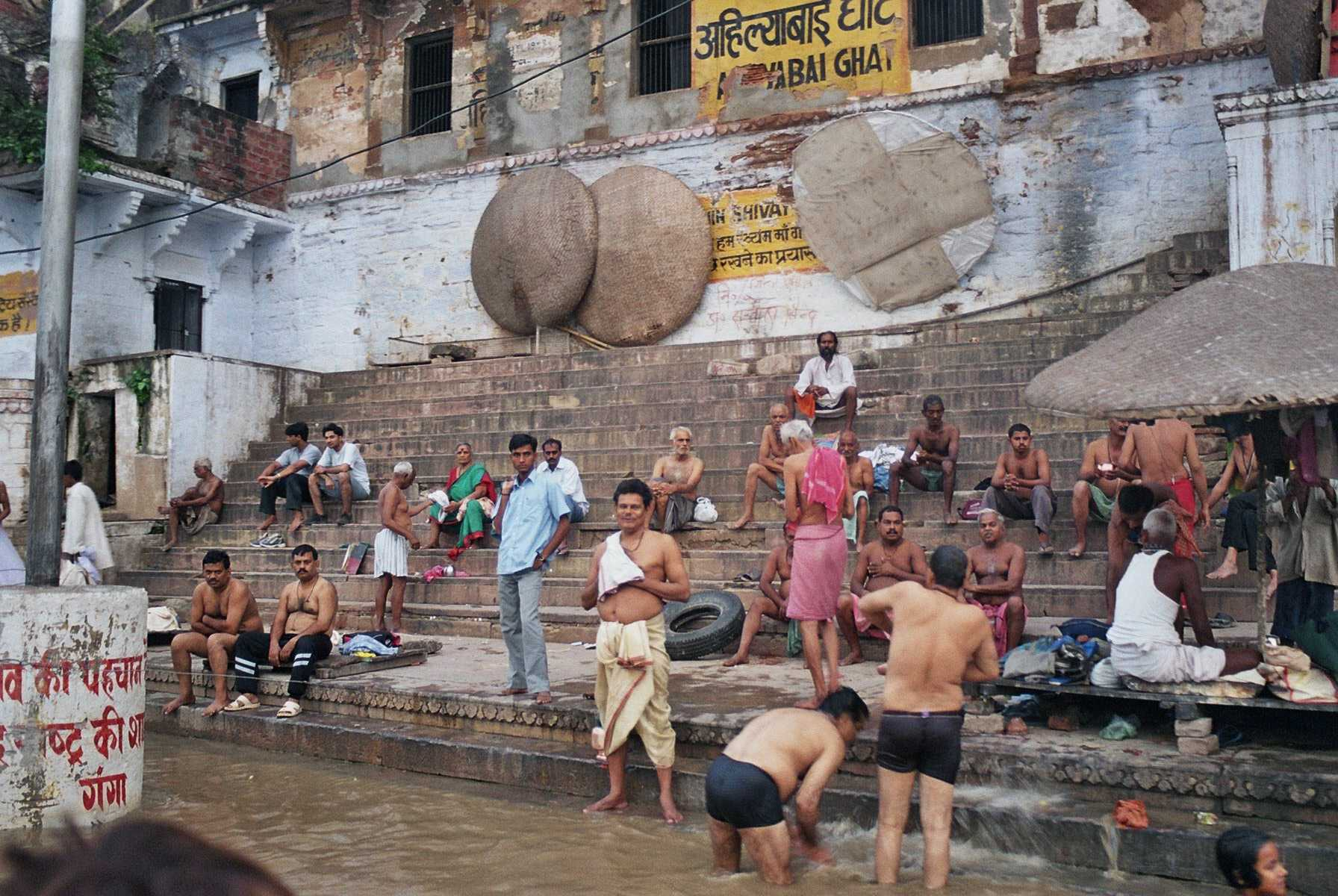
Kąpiel przy ghacie
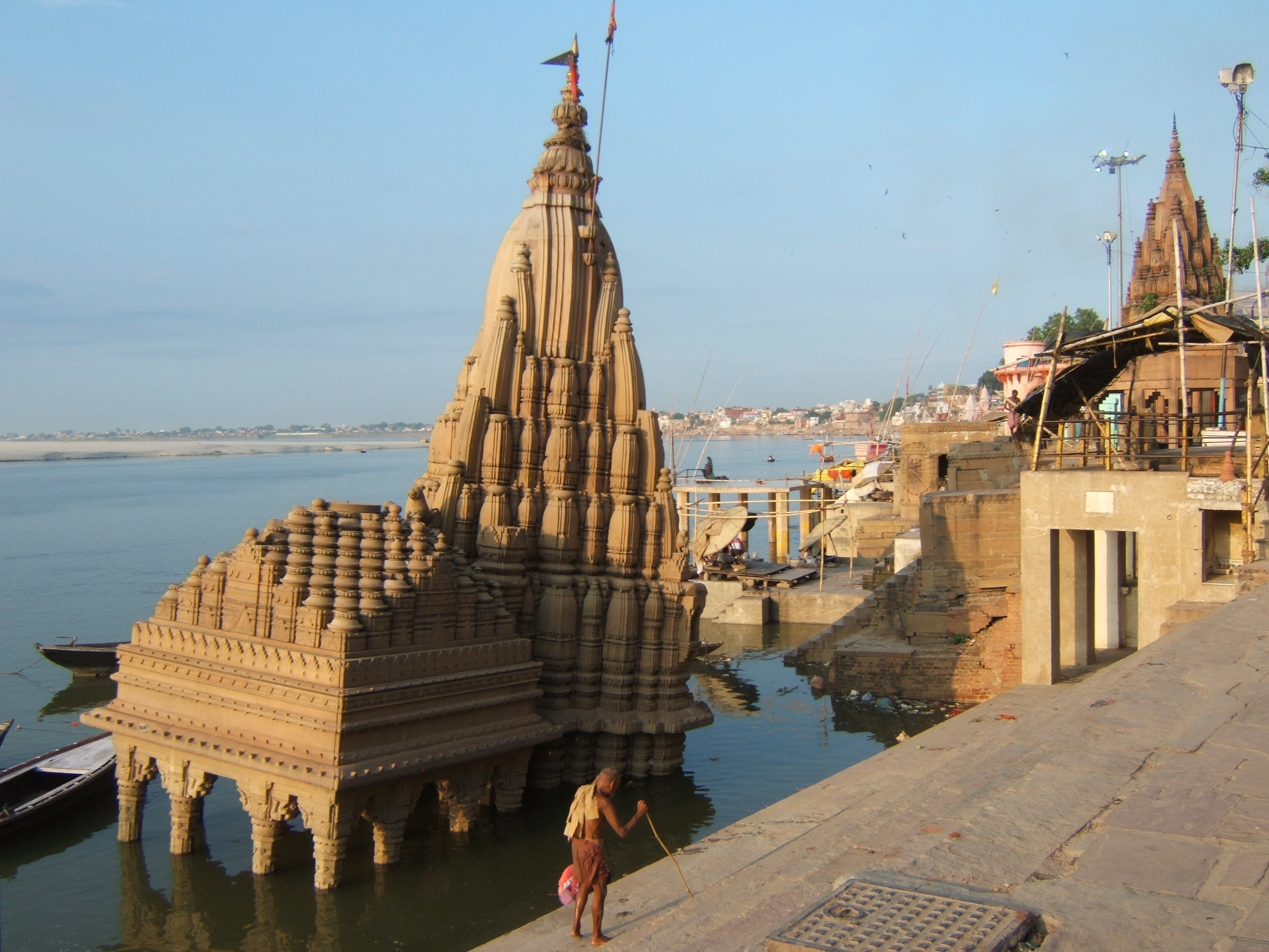
Manikarnika ghat
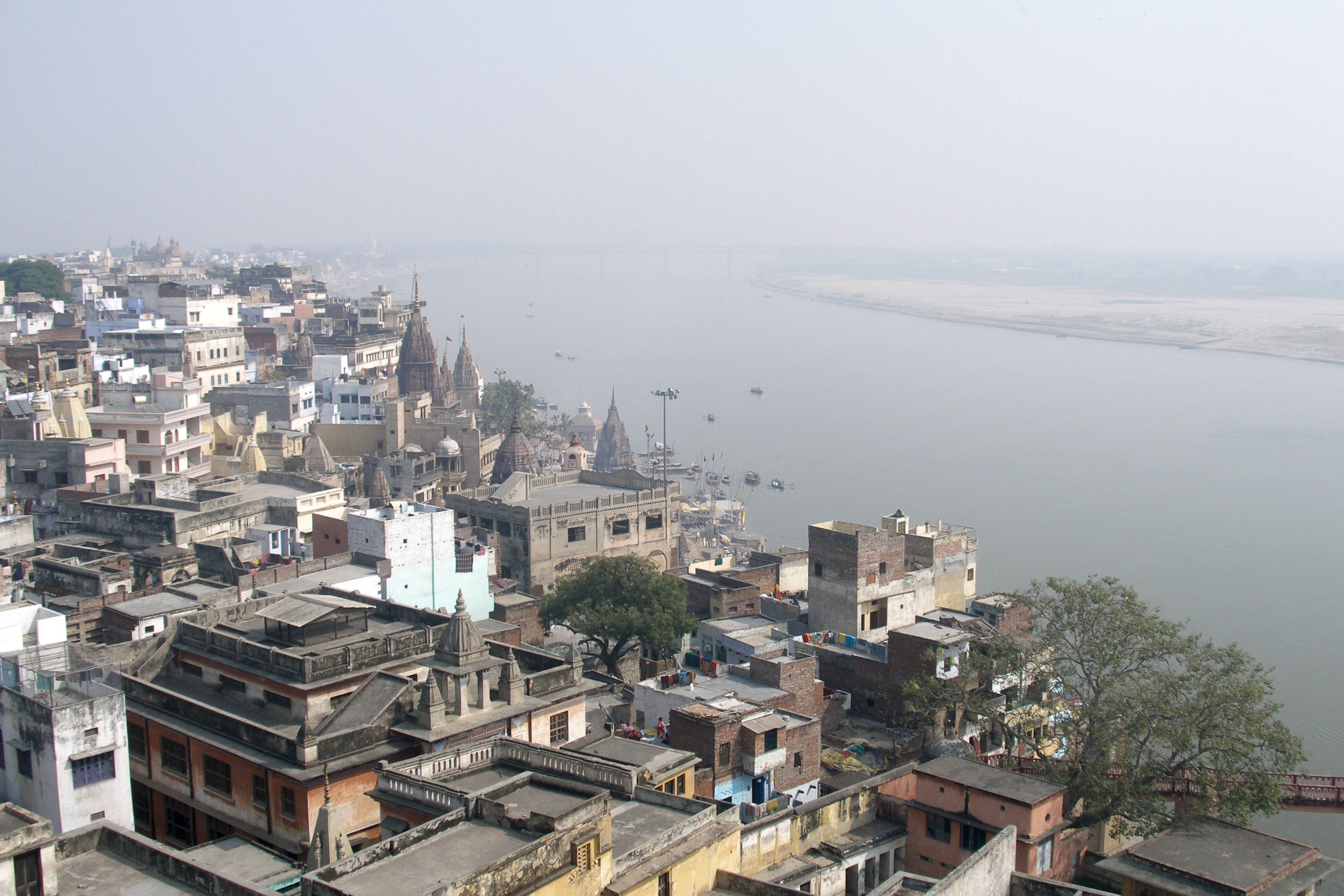
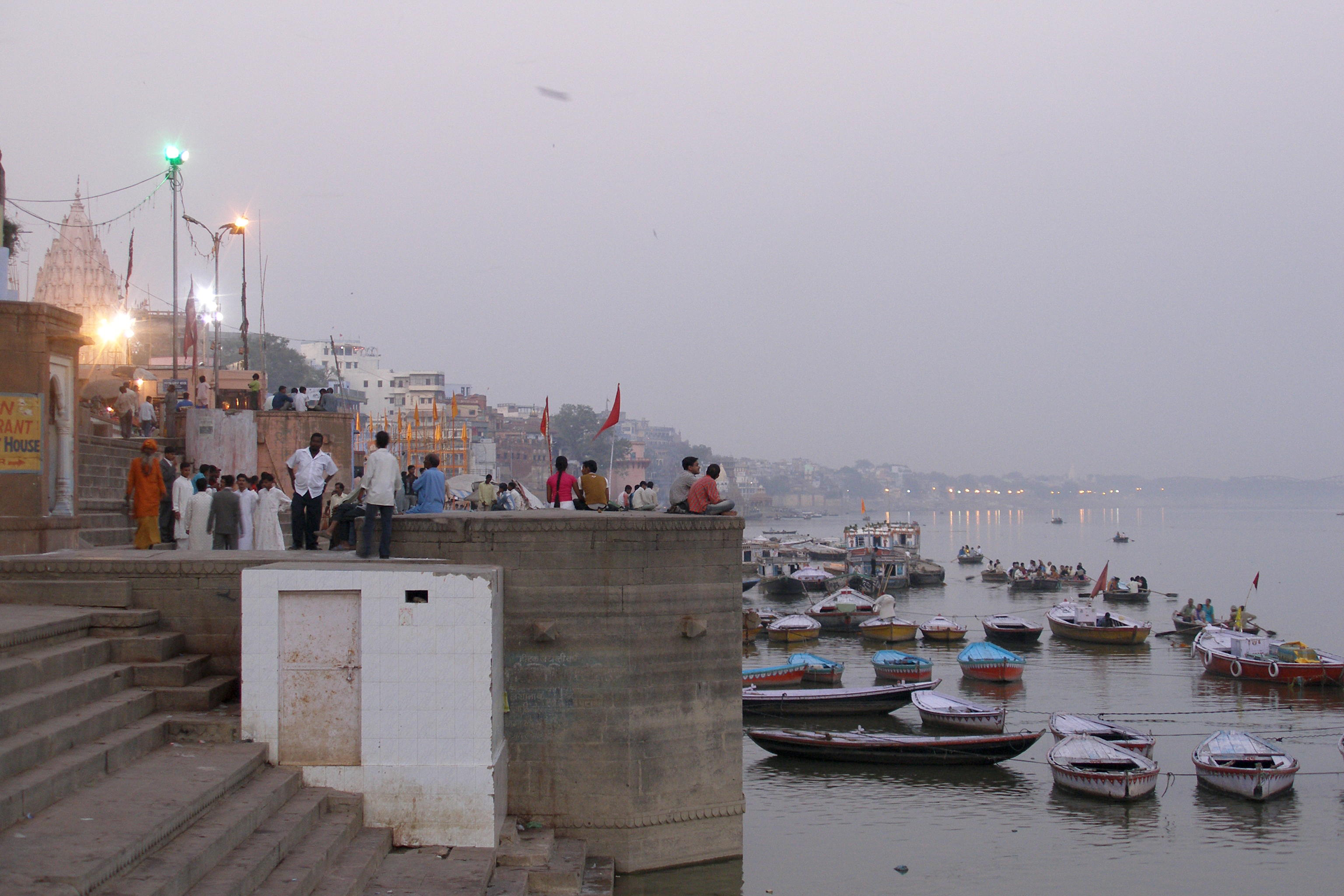
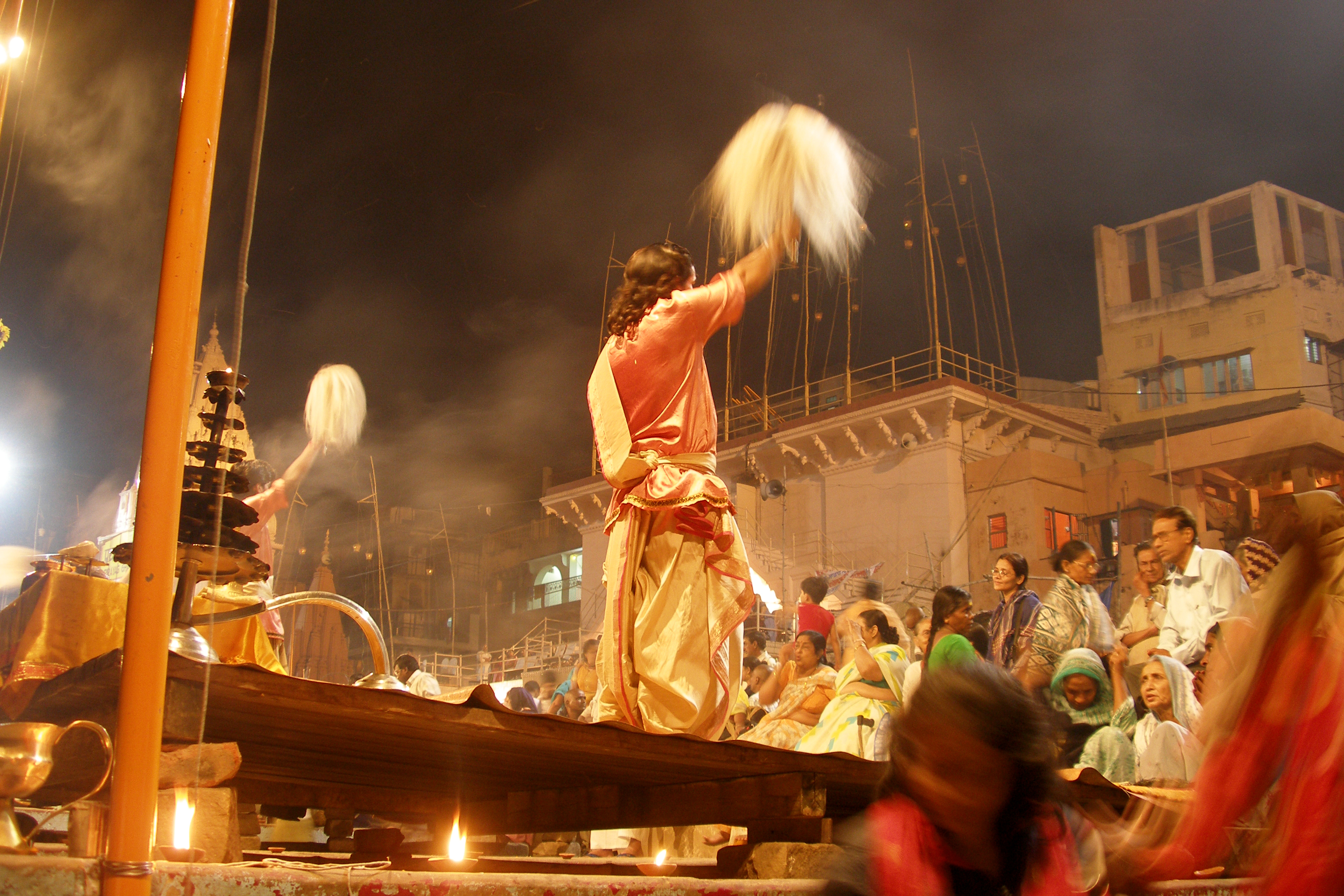
Aarti